# Văn Hanh
Văn Hanh (tên thật Nguyễn Văn Hanh) (sinh 1927) là một ca sĩ Việt Nam trong thập niên 1940 - 1960, nổi tiếng với các bài hát cách mạng và dân ca. Ngoài ra ông còn được biết đến là em trai ruột của Nghệ sĩ nhân dân Thương Huyền.

## Sự nghiệp
Năm 1945 Văn Hanh gia nhập Quân đội, chiến đấu chống Pháp ở các đơn vị tiền thân của đại đoàn 308 sau này và hoạt động văn nghệ nghiệp dư. Năm 1948 ông ốm nặng, sau khi khỏi bệnh được giải ngũ về Chi sở Kho thóc Thái Nguyên. .
Đầu năm 1955 Văn Hanh về Đài Tiếng nói Việt Nam, làm Đội trưởng Đội ca trong Ban ca nhạc của Đài. Năm 1959 ông được học tại chức với chuyên gia Liên Xô về thanh nhạc tại Khoa Thanh nhạc, Trường Âm nhạc Việt Nam. Khi ông mới về Đài, một số nghệ sĩ đã đi Trung Quốc thu đĩa hát nên Đội ca còn ít người, nam chỉ có ông, Trần Thụ, Anh Tuấn, nữ chỉ có Kim Oanh, Bùi Thị Thái, Lê Thu. Sau đó mới tuyển dần thêm cho đủ dàn đồng ca rồi lên hợp xướng. Ông đã thu thanh nhiều ca khúc dưới nhiều hình thức: đơn ca, song ca, lĩnh xướng cho tốp ca...
Sau 34 năm công tác ở Đài Tiếng nói Việt Nam, ông nghỉ hưu năm 1989.

## Tác phẩm trình bày
Văn Hanh sở hữu một giọng nam cao rất sáng và khá chuẩn. Ông hát bài Tình trong lá thiếp (Phan Huỳnh Điểu) cùng với chị ruột là Thương Huyền. Tác phẩm này nổi tiếng trên sóng Đài Tiếng nói Việt Nam thập niên 1950, 1960. Ông là người đầu tiên thể hiện ca khúc Câu hò bên bờ Hiền Lương, cũng trên sóng của Đài Tiếng nói.
Văn Hanh có các bài đơn ca khác như: Tiếng hát trong rừng cọ đồi chè (Trương Quang Lục), Đổi công tát nước (Phạm Hanh), Bên kia sông Đuống (Hồ Bắc, phỏng thơ Hoàng Cầm), Dòng sông, Chiếc nón Huế (Trần Viết Bính)... Ông song ca cùng với Thương Huyền các bài Gặp nhau dưới ánh trăng (Mạc Hy), Sao cô em chưa về (Lê Lan), Dòng sông Đắkrông (Văn Thìn); song ca với Nguyễn Thị Hồng: Gọi nghé trên đồng (Doãn Mẫn), Ta sẽ cưới nhau (Phan Huỳnh Điểu), Ông Tơ (quan họ Bắc Ninh); với Kim Oanh: Thư em (Đặng Đình Hưng), Múc nước giếng thơi (Thịnh Trường); song ca với Mộng Dung. Ông còn hát lĩnh xướng với tốp ca và đồng ca của Đài Tiếng nói Việt Nam.

## Vinh danh
Đến năm 2016, tức khi gần 90 tuổi, Văn Hanh mới được phong tặng danh hiệu Nghệ sĩ ưu tú. Ông là nghệ sĩ ưu tú cao tuổi nhất của đợt phong tặng này. Lý do việc nhận được danh hiệu muộn như vậy do ông không màng đến danh hiệu nên không làm hồ sơ và đến đợt xét tặng năm 2016 thì ông mới làm hồ sơ đề nghị.

## Gia đình
Văn Hanh là em ruột Nghệ sĩ Nhân dân Thương Huyền.
Vợ ông là người Đình Bảng, tản cư lên Thái Nguyên, bán hàng xén. Ông gặp vợ khi vừa giải ngũ, làm ở Chi sở Kho thóc Thái Nguyên. Hai người cưới nhau năm 1950 và có bốn con: hai trai, hai gái, trong đó con gái đầu là Phó giáo sư nghệ thuật học Nguyễn Thị Minh Thái (sinh năm 1951).